# Devereuxara
× Devereuxara, (abreviado Dvra) en el comercio, es un híbrido intergenérico entre los géneros de orquídeas Ascocentrum × Phalaenopsis × Vanda. Fue publicado en Orchid Rev. 78(929) noh: 2 (1970).